# Antiboreodiosaccus crassus
Antiboreodiosaccus crassus är en kräftdjursart som först beskrevs av Giesbrecht 1902.  Antiboreodiosaccus crassus ingår i släktet Antiboreodiosaccus och familjen Diosaccidae. Inga underarter finns listade i Catalogue of Life.